# 25 – Výběr největších hitů
25 – Výběr největších hitů je kompilační album brněnské skupiny Kamelot. Jedná se o průřezové kompilační album vydané k 25. výročí založení kapely, které obsahuje 25 skladeb v původních aranžích. Výjimkou je píseň Slib, kterou v původní verzi nazpíval Radek Michal. Zde je uvedena v novém nastudování ve formě duetu Romana Horkého a Ilony Csákové. Bonusem je pak dvojice dosud neuvolněných písní La Dolce Vita (1) a Obyčejnej chlápek (25). Album vydala společnost EMI Records v roce 2007.

## Obsazení
Autorem všech textů a hudby je Roman Horký.
Složení skupiny
- Roman Horký – sólovy zpěv, sólové kytary
- Viktor Porkristl – zpěv, doprovodná kytara
- Pavel Plch – pekuse, zpěv
- Jiří Meisner – baskytara, kontrabas zpěv
- Radek Michal – doprovodná kytara, zpěv
- Petr Rotschein – baskytara, zpěv
- Jaroslav Zoufalý – perkuse, zpěv
- Ilona Csáková – zpěv

a další

## Skladby

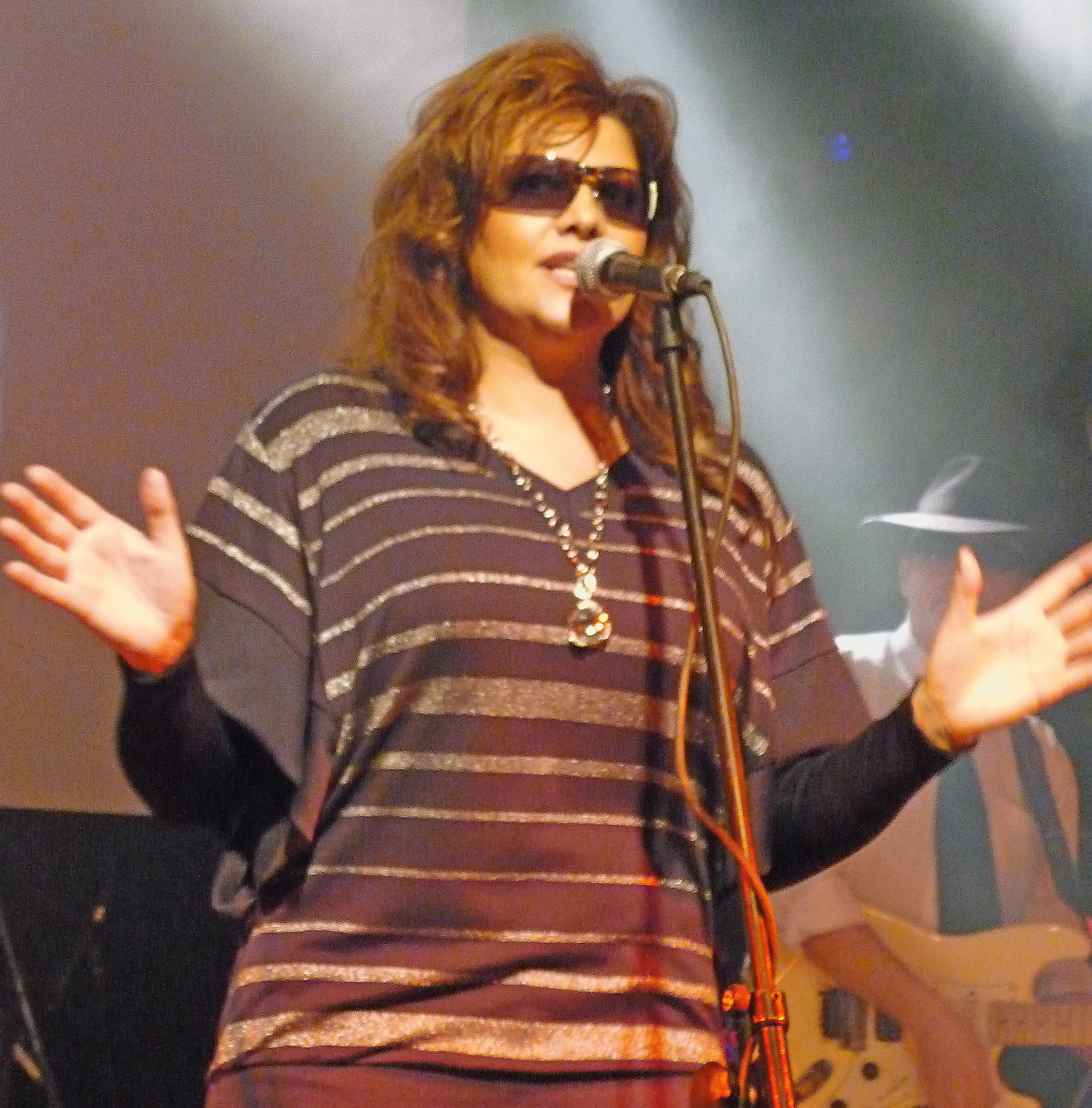
Ilona Csáková – host alba.

1. La dolce vita
2. Slib
3. Tak se vrať
4. Hardegg
5. Havárie
6. Země antilop
7. Tomáš
8. Zachraňte koně
9. Valerie
10. Pálava
11. Paměť slonů
12. Honolulu
13. Námořník
14. Dlouhá pláž
15. Dopis z Borodina
16. Vyznavači ohňů
17. Očarovaná
18. Větrné město
19. Ples na zámku Liebehnof
20. Naproti motorestu
21. Až spadne opona
22. Island
23. Dvě pírka v písku
24. Kamenožrout
25. Obyčejnej chlápek